# حرب تشارلي ويلسون (فلم)
حرب تشارلي ويلسون (بالإنجليزية: Charlie Wilson's War) الفيلم مأخوذ عن كتاب "حرب شارلي ويلسون: القصة الاستثنائية لأكبر عمل تغطية في التاريخ"، الذي ألفه جورج كريل الذي مات في يونيو 2006. والكتاب يسرد تفاصيل قيام الولايات المتحدة الأمريكية بتمويل المجاهدين الأفغان من أجل محاربة الاتحاد السوفيتي.

## خلاصة الفيلم
يتناول الفيلم قصة عضو الكونغرس الأمريكي الذي استطاع إقناع الولايات المتحدة بتمويل الأفغان وهو تشارلي ويلسون زير النساء الذي لعب دورًا تاريخيًا في حياة العالم ونقل الحرب الباردة بين الاتحاد السوفيتي والولايات المتحدة إلي مرحلة انتهت بانهيار الاتحاد السوفيتي، ويعود الفضل إلي شارلي ويلسون في وصول آلات الحرب الأمريكية التي استخدمت في القضاء علي الشيوعية ولكنها فتحت الباب علي نوع آخر من التهديد، والمثير أن هذا الفيلم يؤكد أن رجال السياسة في أمريكا في عهد ريجان أدركوا خطورة هذه اللعبة وكيف أنها قد تأتي بنتائج عكسية.
جوانا هيرينج – والتي يقال أنها جمع بين (سكارليت أوهارا، تزاتزا جابور، دوللي بارتون)، ولعبت دورها في الفيلم جوليا روبرتس وهي ليست عشيقته فقط بل تعتبر ملهمة تشارلي ويلسون في أكبر عملية لأكبر عملية مخابرات في التاريخ. تلك المرأة وهي سيدة المجتمع الثرية والمتدينة والمناهضة للشيوعية التي ترى أن رد فعل الولايات المتحدة تجاه الاجتياح السوفيتي لأفغانستان خجول جداً، كما أنها تستغل جمالها وأنوثتها لتحقيق أهدافها السياسية، وهي امرأة ترفع شعار الغاية تبرر الوسيلة لتقترب من شبكة من الأصدقاء والمعجبين لتقيم معهم علاقة جنسية لتصل إلى غايتها وهي مساعدة الأفغان في حربهم ضد الاتحاد السوفيتي، كما تستغل ذلك من أجل إغواء عضو الكونغرس الأمريكي شارلي ويلسون الذي لا يعرف سوي الحيل السياسية لتحقيق مكاسب ولا يهتم سوي بنزواته النسائية، وبالتالي فهو الرجل المثالي لامرأة مثلها.
الفيلم رغم موضوعه الجاد فإن الطابع الكوميدي يسيطر علي أحداثه التي تدور أغلبها إما في كواليس الحكم بأمريكا في فترة الثمانينيات أو في وسط الحرب الأفغانية، ولكن شارلي ويلسون الذي يحرك الأحداث علي جانبين شخصية أبعد ما تكون عن الجدية، الأمر الذي انعكس علي تفاصيل الفيلم الذي أكد أن الفيلم الجاد لا يعني بالضرورة أن يكون فيلما قاتما بلا قلب أو روح، وأن الكوميديا قد تكون القالب السينمائي المميز لتقديم أكثر الموضوعات أهمية وإثارة.

## إيرادات الفيلم
حقق الفيلم أرباحا 52.630.000 دولار محليا و 589.091 دولار عالميا

## نقد الفيلم
حاز الفيلم إعجاب النقاد ووصفته صحيفة نيويورك بوست بتاريخ (2/1/2008) وموقع (روتن توميتو Rotten Tomatoes) بتاريخ 24/12/2007 بأنه حاز على 83% من إعجاب النقاد كما أنه فيلم مميز يصيبك بالدهشة ويدفعك للرغبة في رؤيته أكثر من مرة ويتوقع الكثيرون أن يرشح لعدد من جوائز الاوسكار
وبحسب صحيفة الواشنطن بوست 21/12/2007 فإنه برغم الاستقبال الحافل للفيلم من جانب النقاد والمشاهدين إلا أن بعض السياسيين من عصر ريجان اتهموا الفيلم بأنه يروج لفكرة أن الولايات المتحدة الأمريكية هي التي قامت بتمويل أسامة بن لادن وهي التي قامت بوضع الأساس لتنظيم القاعدة الذي قام بعد ذلك بهجمات 11 سبتمبر، ولكن هذه الانتقادات لم تؤثر علي إقبال الفيلم الذي أخرجه ميكي نيكولاس والذي أكد أن الفيلم يصور أمريكا وهي تساعد المجاهدين الأفغان ولم يكن من ضمنهم المقاتلون العرب الذين يعتبرون أساس تنظيم القاعدة.

## أخطاء الفيلم
جاء في الفيلم بعض الأخطاء رصدتها (ميليسا رودي) كاتبة بموقع ألترنت بتاريخ 21/12/2007 وهذه الأخطاء هي :
1. في الفيلم أن تشارلي ويلسون وصديقته الراقصة الشرقية قابلا وزير الدفاع المصري في القاهرة وقدمت الراقصة عرضا خاصا له، وهذا غير صحيح إطلاقا، وإنما هو تضليل متعمد وأكذوبة منقولة من كتاب حرب تشارلي ويلسون الذي ابتكر هذه الواقعة من وحي خياله، وإنما في الواقع كان هذا المشهد في باكستان مع وزير الدفاع الباكستاني وقتها علي أحمد تالبور، كما أن مصر لم تكن لها علاقة بعملية التسليح الأمريكية للأفغان وإنما باكستان بحكم حدودها المشتركة مع افغانستان وعداوتها مع الاتحاد السوفيتي وقتها.
2. في الفيلم ان تشارلي ويلسون قابل رجل الأعمل ديري كوين أمام محطة إطفاء حريق لمناقشة تغيير مكان الملجأ بينما في الواقع أمام الكنيسة.
3. عرض الفيلم في اللقطة (ساعة 1 والدقيقة 23) مشهد سقوط طائرات اف 16 واف 4 وهي طائرات أمريكية ولا يستخدمها السوفيت.
4. أظهر الفيلم أن أحمد شاه مسعود كان يتلقى الدعم الأمريكي في حين انه كان في الجانب السوفيتي بينما قلب الدين حكمتيار كان هو الذي يتلقى الدعم عبر الباكستانيين.

## جوائز الفيلم
بحسب موقع غولدن غلوب Golden Globe بتاريخ 13/12/2007 حاز الفيلم على الجوائز التالية:
- جائزة جولدن جلوب 65 لعام 2008
- أفضل فيلم حركي كوميدي أو موسيقي
- أفضل ممثل لفيلم حركي كوميدي أو موسيقي (توم هانكس)
- أفضل ممثل مساعد (فيليب سيمور هوفمان)
- أفضل ممثلة مساعدة (جوليا روبرتس)
- أفضل سيناريست (آرون سوركين)

## رأي الممثلين
عبر توم هانكس عن سعادته للقيام بهذا الدور وأكد أنه التقي بشارلي ويلسون الذي اقترب من الثمانين ووجده من الشخصيات الممتع القيام بها، وعن هجوم رجال السياسة أكد توم أن السياسة السينمائية لا تعرف خداع السياسة علي أرض الواقع، أما جوليا روبرتس فقد أكدت سعادتها بعودتها مرة أخرى للسينما من خلال فيلم مختلف تقدم فيه شخصية مختلفة وتسافر إلي مناطق جديدة بالعالم لكي تختبر حالات إنسانية جديدة عليها، جوليا نفسها حالة سينمائية مختلفة، وعلى الرغم من أن دورها هو دور ثان وليس بطولة فالبطولة بالفيلم منفردة تماما لتوم هانكس إلا النجمة صاحبة الـ25 مليون دولار أجرا في الفيلم الواحد نجحت في خطف الأنظار وقدمت دورا يؤكد أنها لا تزال تتمتع بجاذبية وجمال على الرغم من الغياب وعلى الرغم من أنها كانت حاملا في طفلها الثالث أثناء تصوير هذا الفيلم، ولكن جوليا امرأة تستطيع أن تظل جميلة ومثيرة وهي حامل وترتدي البكيني فهي امرأة جميلة في كل الأحوال.

## وصلات خارجية
- مقالات تستعمل روابط فنية بلا صلة مع ويكي بيانات

1. ↑  "معلومات عن حرب تشارلي ويلسون (فيلم) على موقع scope.dk". scope.dk. مؤرشف من الأصل في 2008-05-22.
2. ↑  "معلومات عن حرب تشارلي ويلسون (فيلم) على موقع metacritic.com". metacritic.com. مؤرشف من الأصل في 2018-07-27.
3. ↑  "معلومات عن حرب تشارلي ويلسون (فيلم) على موقع ui.eidr.org". ui.eidr.org. مؤرشف من الأصل في 2019-07-23.